# タミー・フェイの瞳
『タミー・フェイの瞳』（原題: The Eyes of Tammy Faye）は2021年に公開されたアメリカ合衆国の伝記映画である。監督はマイケル・ショウォルター、主演はジェシカ・チャステインとアンドリュー・ガーフィールドが務めた。本作は2000年に公開されたドキュメンタリー映画『The Eyes of Tammy Faye』を原作としている。

## 概略
1970年代から1980年代半ばにかけて、ジム・ベイカーはテレビ伝道師として活躍し、妻のタミーと一緒に出演した番組『PTLクラブ』は絶大な人気を博するに至った。ジムが同番組で発信するメッセージが信者たちを熱狂させただけではなく、タミーの独特なメイクと歌唱が人々の心を鷲掴みにしたのである。ところが、ジムによる性的暴行や脱税が明るみに出た途端、栄光は脆くも崩れ去ることになった。
本作はその顛末をタミーの視点から描き出していく。

## キャスト
※括弧内は日本語吹替。
- タミー・フェイ・ベイカー：ジェシカ・チャステイン（佐古真弓）
  - 子供時代のタミー・フェイ：チャンドラー・ヘッド
- ジム・ベイカー：アンドリュー・ガーフィールド（前野智昭）
- レイチェル・グローヴァー（タミーの母）：チェリー・ジョーンズ（久保田民絵）
- フレッド・グローヴァー（タミーの父）：フレドリック・レーン（根本泰彦）
- リチャード・フレッチャー：ルイス・キャンセルミ（高橋大輔）
- ロー・メスナー：サム・ジェーガー（木下浩之）
- パット・ロバートソン：ガブリエル・オールズ（森宮隆）
- ゲイリー・パクストン：マーク・ウィストラッチ（中村章吾）
- ジミー・スワガート：ジェイ・ヒューグリー
- ジェリー・ファルエル：ヴィンセント・ドノフリオ（乃村健次）
- 牧師︰ダン・ジョンソン（駒谷昌男）
- スティーヴ：ランディー・ヘブンス（高岡瓶々）
- メイク係：ジェス・ワイクスラー（上田真紗子）
- ワンダ︰キャロリン・ミンツ（庄司まり）
- スティーヴン：アラン・ボウル（藤高智大）
- 少女タミー：チャンドラー・ハード（山下音彩)

## 製作
2012年、ジェシカ・チャステインはドキュメンタリー映画『The Eyes of Tammy Faye』をドラマ映画化する権利を約5000ドルで購入した。2019年5月9日、本作の企画が正式に始動し、アンドリュー・ガーフィールドとチャステインが主演に、マイケル・ショウォルターが監督に起用されたと報じられた。10月7日、チェリー・ジョーンズが本作に出演することになったとの報道があった。11月、サム・ジェーガー、ヴィンセント・ドノフリオ、ガブリエル・オールズ、マーク・ウィストラッチ、ジェイ・ヒューグリーがキャスト入りした。

### 撮影・音楽
2019年10月下旬、本作の主要撮影がノースカロライナ州で始まった。2020年6月23日、セオドア・シャピロが本作で使用される楽曲を手掛けるとの報道があった。

## 公開・興行収入
2021年6月9日、本作のオフィシャル・トレイラーが公開された。9月12日、本作は第46回トロント国際映画祭でプレミア上映された。
本作は2021年9月24日に全米公開される予定だったが、後に公開日は同月17日に前倒しされることになった。全米450館で封切られ、公開初週末に65万2358ドルを稼ぎ出し、週末興行収入ランキング初登場10位となった。
日本では国内の映画館での上映は行わず（ビデオスルー）、2022年2月2日から定額制動画配信サービスのDisney+にて見放題作品として配信公開されることが同年1月20日にウォルト・ディズニー・ジャパンから発表された。

## 評価

### 批評家からの評価
本作は批評家から好意的に評価されている。映画批評集積サイトのRotten Tomatoesには224件のレビューがあり、批評家支持率は69%、平均点は10点満点で6.5点となっている。サイト側による批評家の見解の要約は「タミー・フェイの物語をもっと鮮やかに展開することは可能だったかもしれない。しかし、ジェシカ・チャステインの演技のお陰で、『タミー・フェイの瞳』は見逃しがたい一作に仕上がっている」となっている。また、Metacriticには47件のレビューがあり、加重平均値は55/100となっている。なお、本作のCinemaScoreはB+となっている。

### 受賞・ノミネート一覧
| 賞                         | 発表日        | カテゴリ                        | 対象                                                           | 結果       | Ref.          |
| -------------------------- | ------------- | ------------------------------- | -------------------------------------------------------------- | ---------- | ------------- |
| デトロイト映画批評家協会賞 | 2021年12月6日 | 主演女優賞                      | ジェシカ・チャステイン                                         | 受賞       | [ 19 ] [ 20 ] |
| ゴールデングローブ賞       | 2022年1月9日  | 主演女優賞 (ドラマ部門)         | ジェシカ・チャステイン                                         | ノミネート | [ 21 ] [ 22 ] |
| 全米映画俳優組合賞         | 2022年2月27日 | 主演女優賞                      | ジェシカ・チャステイン                                         | 受賞       | [ 23 ]        |
| アカデミー賞               | 2022年3月27日 | 主演女優賞                      | ジェシカ・チャステイン                                         | 受賞       | [ 24 ]        |
| アカデミー賞               | 2022年3月27日 | メイクアップ&ヘアスタイリング賞 | リンダ・ダウズ、ステファニー・イングラム、ジャスティン・ラレー | 受賞       | [ 24 ]        |